# Elefantöra (växt)
Elefantöra (Pilea peperomioides), kallas också parasollpilea, är en liten växt med runda, mörka blad i familjen nässelväxter.
Elefantöra introducerades till Skandinavien och andra delar av Europa av Agnar Espegren från Kina år 1946.
Artens ursprungsområde är provinsen Yunnan i Kina. Den vetenskapliga beskrivningen utfördes 1912 med hjälp av exemplar från ett herbarium.
I Kina växer arten på klippor i bergstrakter som är upp till 2700 meter höga. Elefantöra är känslig för långvarig skugga och den klarar sig en längre tid med lite vatten. De gröna bladen liknar ett nedåtvänt paraply. Arten har små vita blommor.